# Вижай (приток Лозьвы)
Вижай — река в Свердловской области России. Устье реки находится в 496 км по правому берегу реки Лозьва. Длина реки составляет 88 км. Площадь водосборного бассейна — 1060 км².

## Притоки
- Чёрная (пр)
- 23 км: Яхтелья (лв)
- Малтурсос (пр)
- 38 км: Ялпингусья (пр)
- Макельтурья (лв)
- 51 км: Тохта (лв)
- 57 км: Анчуг (пр)
- Олмынгсос (пр)
- 68 км: Кул (пр)
- Ялпынгусья (пр)
- Вапссос (лв)

## Данные водного реестра
По данным государственного водного реестра России относится к Иртышскому бассейновому округу, водохозяйственный участок реки — Тавда от истока до устья, без реки Сосьва от истока до водомерного поста у деревни Морозково, речной подбассейн реки — Тобол. Речной бассейн реки — Иртыш.